# Сент-Элуа (Крёз)
Сент-Элуа́ (фр. Saint-Éloi) — коммуна во Франции, находится в регионе Лимузен. Департамент коммуны — Крёз. Входит в состав кантона Понтарьон. Округ коммуны — Гере.
Код INSEE коммуны — 23191.

## Население
Население коммуны на 2010 год составляло 206 человек.
| 1962 | 1968 | 1975 | 1982 | 1990 | 1999 | 2010 |
| ---- | ---- | ---- | ---- | ---- | ---- | ---- |
| 314  | 283  | 226  | 210  | 175  | 167  | 206  |

## Экономика
В 2010 году среди 120 человек трудоспособного возраста (15—64 лет) 83 были экономически активными, 37 — неактивными (показатель активности — 69,2 %, в 1999 году было 66,0 %). Из 83 активных жителей работали 75 человек (38 мужчин и 37 женщин), безработных было 8 (6 мужчин и 2 женщины). Среди 37 неактивных 3 человека были учениками или студентами, 22 — пенсионерами, 12 были неактивными по другим причинам.